# Sela, Podčetrtek
Sela este o localitate din comuna Podčetrtek, Slovenia, cu o populație de 109 locuitori.